# جی. پرس
جی. پِرَس  (به انگلیسی: J. Press) یک خیاطی لباس مردانه است که در سال ۱۹۰۲ در محوطه دانشگاه ییل در نیوهیون، کنتیکت توسط جاکوبی پرس تأسیس شد. این برند همچنین دارای فروشگاه‌هایی در شهر نیویورک و واشینگتن، دی. سی. است. در سال ۱۹۷۴، خانواده پرس حقوق مجوز جی. پرس را به بازار ژاپن فروخت و به اولین برند آمریکایی که در ژاپن مجوز دریافت کرد، تبدیل شد. در سال ۱۹۸۶، جی. پرس توسط شرکت پوشاک ژاپنی «Onward Kashiyama» خریداری شد. جی. پرس اکنون بخشی از «Onward Group» است.

## پیوندهای بیرونی
- J. Press (Official U.S. website)